# دولنی لوخوو
دولنی لوخوو (به چکی: Dolní Lochov) یک منطقهٔ مسکونی در جمهوری چک است که در شهرستان ییچین واقع شده‌است.